# Agyrta aestiva
Agyrta aestiva är en fjärilsart som beskrevs av Butler 1876. Agyrta aestiva ingår i släktet Agyrta och familjen björnspinnare. Inga underarter finns listade i Catalogue of Life.